# Luciana Aymar
Pour les articles homonymes, voir Aymar.
Luciana Paula Aymar, née le 10 août 1977 à Rosario, est une joueuse de hockey sur gazon argentine. Symbole de l'équipe nationale argentine, la vedette de Las Leonas est surnommée « La Maga », la magicienne en français. Consacrée à huit reprises comme la meilleure joueuse de hockey au monde (en 2001, 2004, 2005, 2007, 2008, 2009, 2010 et 2013), Luciana Aymar a un riche palmarès qui comprend quatre médailles olympiques et deux titres de championne du monde. Elle est aussi considérée par de nombreux experts comme la meilleure joueuse de hockey de tous les temps.

## Biographie

### Jeunesse et débuts

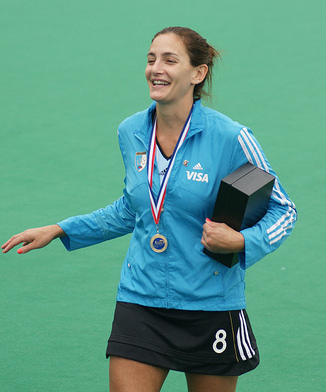
Luciana Aymar avec la sélection de hockey en Argentine en juillet 2010.

Native de Rosario, Luciana Aymar est la troisième des quatre enfants de René Aymar et Nilda Vicente. Sa mère est une professeur d'éducation physique et toute la famille est très sportive. Luciana commence le hockey sur gazon à l'âge de sept ans dans le club du C.A. Fisherton,. Elle passe de nombreuses heures à apprendre les bases du sport, à dribbler la balle. Luciana apprécie les moments passées entre copines sur le terrain. À quinze ans, elle change d'école et de club pour le Jockey Club Hockey, toujours à Rosario.
Dans son adolescence, elle fait des sacrifices et part s'entraîner à Buenos Aires, multipliant les voyages entre sa ville natale et la capitale pour s'améliorer. De 1994 à 1999, elle prend le bus tous les matins à 3 h pour arriver à 7 h dans la capitale, accompagnée par ses coéquipières Ayelén Stepnik (en) et Soledad García. Alors que les entraîneurs professionnalisent l’entraînement avec deux sessions quotidiennes et de la musculation, la jeune joueuse devient la plus jeune à porter le maillot international à seulement 16 ans. Sélectionnée pour la Coupe du monde 1998 organisée aux Pays-Bas, elle marque contre l'Angleterre un but dans un angle fermé,. L'équipe argentine termine à la quatrième place de la Coupe du monde puis du Champions Trophy en 1999 et 2000. Conseillée par la psychologue Nelly Giscafre, l’équipe nationale se cherche un nom inspirant et choisit Las Leonas (les lionnes) lors de la préparation des Jeux olympiques de Sydney.
Après avoir atteint la finale des Jeux olympiques de Sydney, elle s'impose comme la meilleure joueuse du hockey sur gazon féminin. La Fédération internationale de hockey la désigne comme joueuse de l'année 2001. L'année suivante, elle remporte la Coupe du monde avec l'Argentine en battant les Pays-Bas aux tirs au but en finale, décisive en finale avant de manquer son pénalty.

### Vedette des lionnes

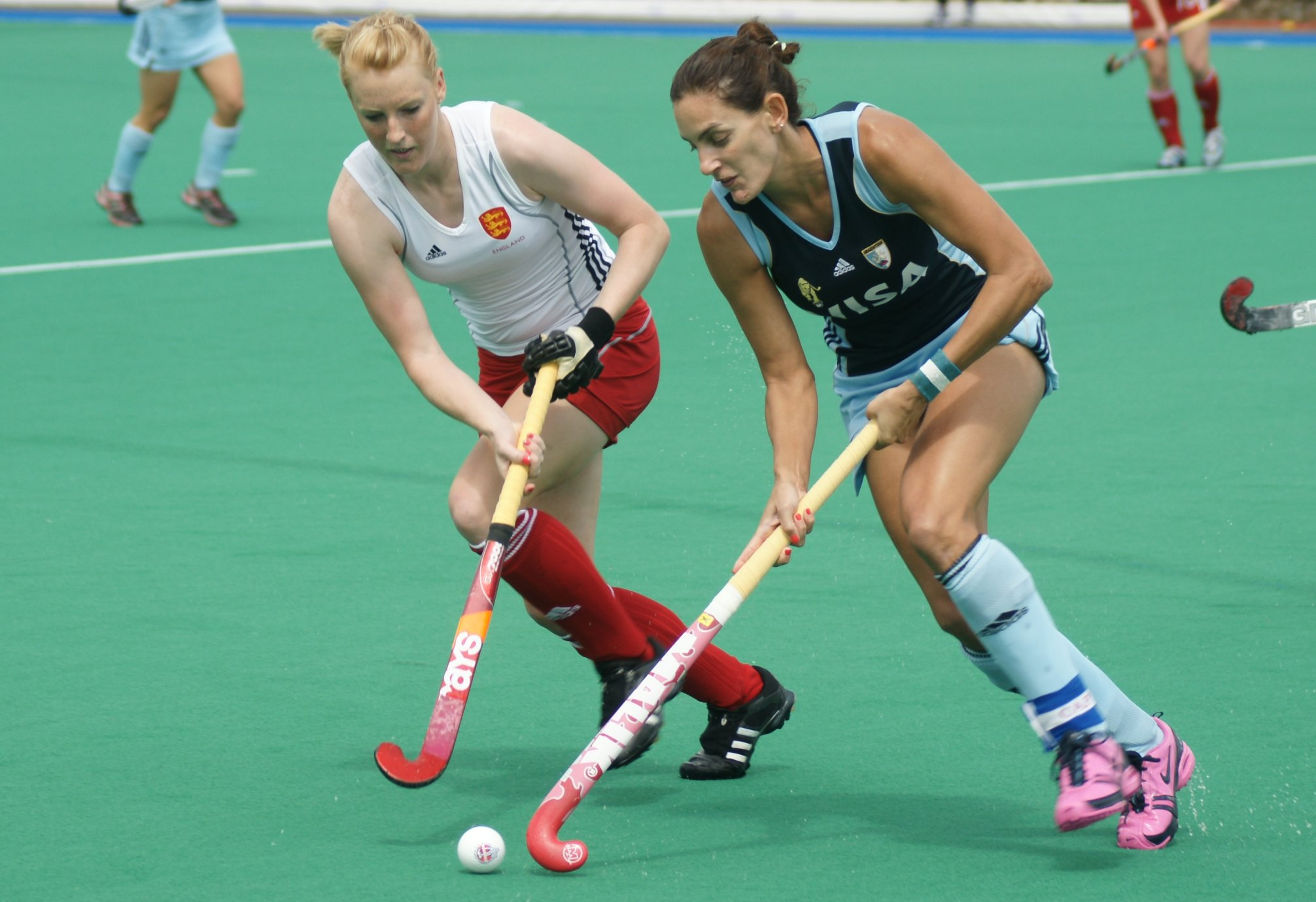
Luciana Aymar dirige la balle lors d'une rencontre internationale contre l'Angleterre en 2010.

En 2007, 2008 et 2009, Aymar est de nouveau désignée meilleure joueuse du monde,,. La Coupe du monde 2010 est organisée dans sa ville natale. Victorieuses en finale des Pays-Bas, Lucha et ses coéquipières argentines rentrent un peu plus dans l’histoire du sport argentin. Luciana Aymar est désignée meilleure joueuse du tournoi après la finale.
La joueuse du milieu de terrain reçoit l'honneur d'être porte-drapeau de la délégation argentine lors des Jeux olympiques de Londres en 2012. Elle est préférée à Juan Martín del Potro, Luis Scola et Walter Pérez par le Comité olympique argentin.

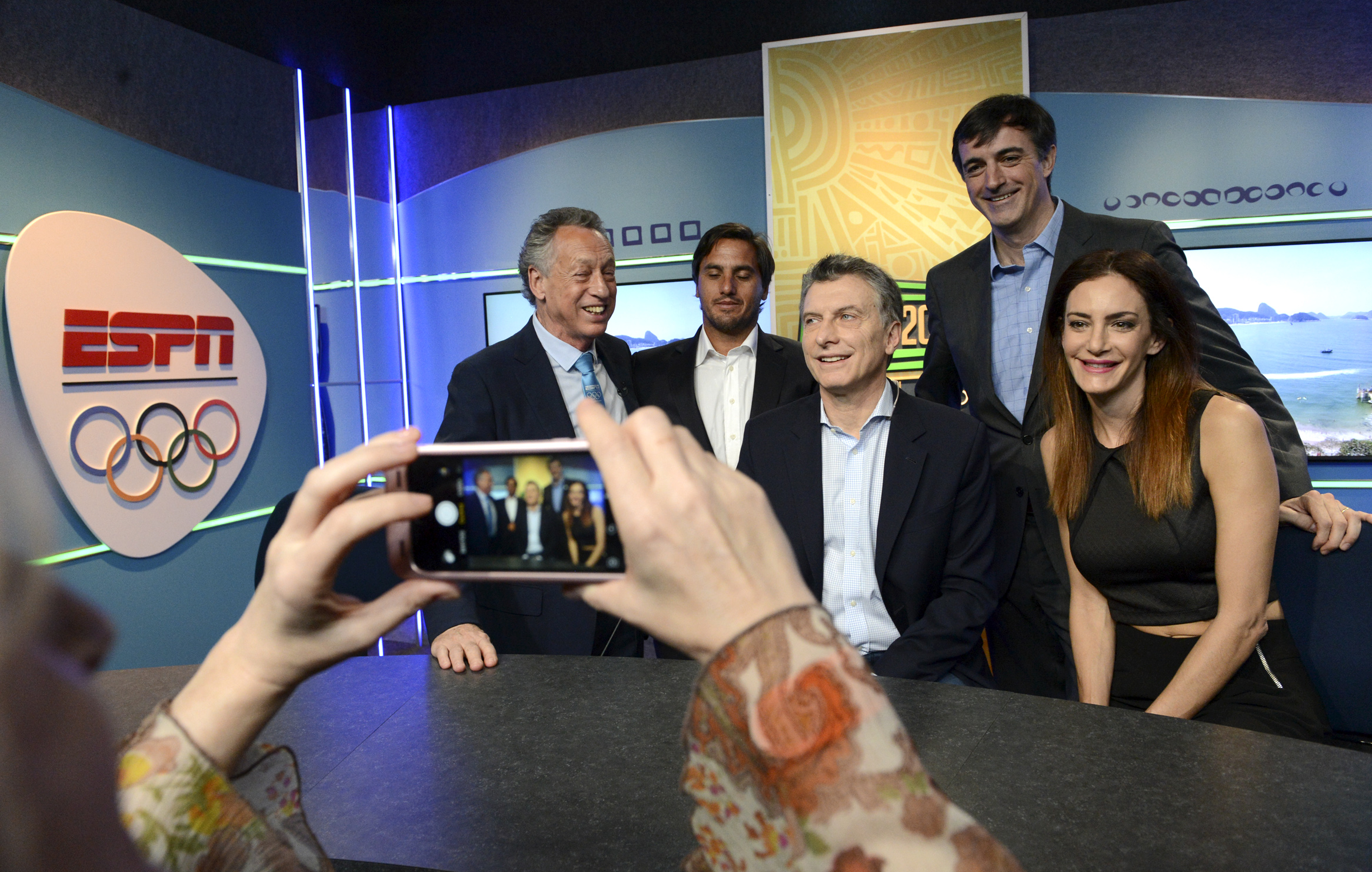
Luciana Aymar, devenue consultante à la télévision, à côté du président de l'Argentine Mauricio Macri en 2016.

Surnommée « la Maradona du hockey », elle est la première sportive argentine à être une vedette nationale depuis Gabriela Sabatini et inspire de nombreuses jeunes filles argentines à s'essayer à ce sport, si bien qu’à sa retraite, plus des trois quarts des licenciés argentines de hockey sont des femmes,. En 2014, alors qu'elle vient de recevoir son huitième titre de meilleure joueuse de l'année et de remporter le Champions Trophy avec l’équipe nationale, Aymar décide de prendre sa retraite sportive à l'âge de 37 ans.
Jeune retraitée, la célèbre argentine s'essaie au mannequinat et à la télévision, faisant plusieurs piges, notamment sur ESPN, avant de décider de se consacrer uniquement au développement du hockey sur gazon,. En 2016, Luciana Aymar recontacte le joueur de tennis Fernando González, qu'elle a rencontré lors des Jeux olympiques de Pékin huit ans plus tôt. Luciana donne naissance au premier enfant du couple le 31 décembre 2019, un garçon prénommé Félix. En 2019, Aymar devient membre de la Fondation Laureus. En 2021, Luciana Aymar donne naissance à son deuxième enfant, une fille prénommée Lupe.

## Palmarès

### Jeux olympiques

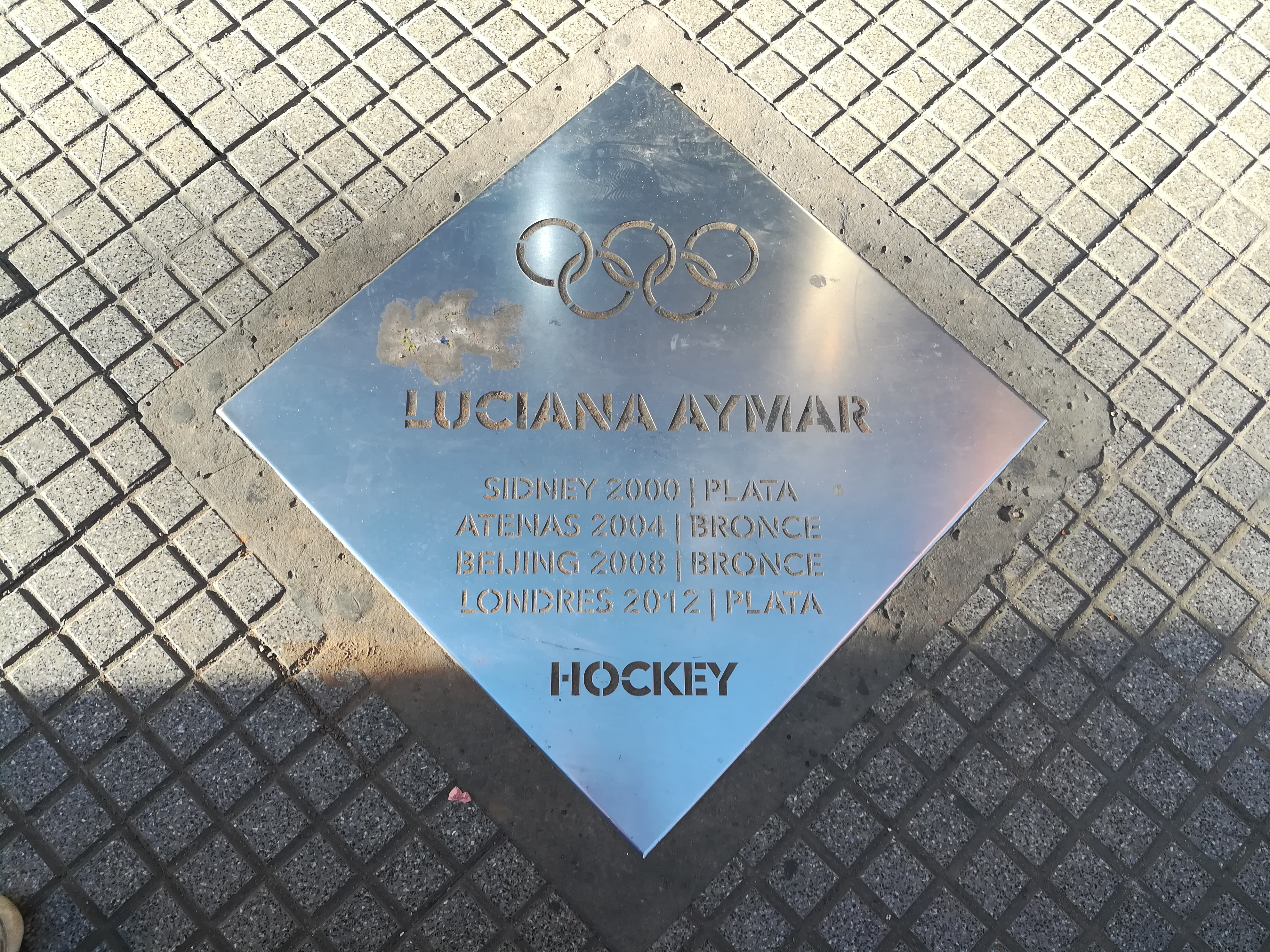
Plaque en son hommage dans sa ville natale de Rosario.

- Médaille d'argent aux Jeux olympiques d'été de 2000 à Sydney.
- Médaille de bronze aux Jeux olympiques d'été de 2004 à Athènes.
- Médaille de bronze aux Jeux olympiques d'été de 2008 à Pékin.
- Médaille d'argent aux Jeux olympiques d'été de 2012 à Londres.

### Coupe du monde
- Médaille d'or à la Coupe du monde de 2002 à Perth.
- Médaille de bronze à la Coupe du monde de 2006 à Madrid.
- Médaille d'or à la Coupe du monde de 2010 à Rosario.
- Médaille de bronze à la Coupe du monde de 2014 à La Haye.

### Jeux panaméricains
- Médaille d'or aux Jeux panaméricains de 1999 à Winnipeg.
- Médaille d'or aux Jeux panaméricains de 2003 à Saint-Domingue.
- Médaille d'or aux Jeux panaméricains de 2007 à Rio de Janeiro.
- Médaille d'argent aux Jeux panaméricains de 2011 à Guadalajara.

### Vidéographie
- [vidéo] (es) Lucha : Jugando con lo imposible, documentaire d'Ana Quiroga, produit par Untref Media et Zoek Producciones, 2016, 93 minutes.